# Mikulčice
Mikulčice är en ort i Tjeckien.   Den ligger i distriktet Okres Hodonín och regionen Södra Mähren, i den sydöstra delen av landet, 240 km sydost om huvudstaden Prag. Mikulčice ligger 163 meter över havet och antalet invånare är 1 881.
Terrängen runt Mikulčice är platt. Runt Mikulčice är det ganska tätbefolkat, med 83 invånare per kvadratkilometer. Närmaste större samhälle är Hodonín, 7,0 km nordost om Mikulčice. Trakten runt Mikulčice består till största delen av jordbruksmark.